# Hölsterblad
Hölsterblad är en typ av högblad som omger en kolv, se även blomställning. Ett hölster kan vara grönt eller ha någon klar färg och är då till hjälp för att locka pollinatörer. Familjen Araceae, kallaväxter är mycket kända för sina kolvar och hölster, men det finns även hos andra familjer.

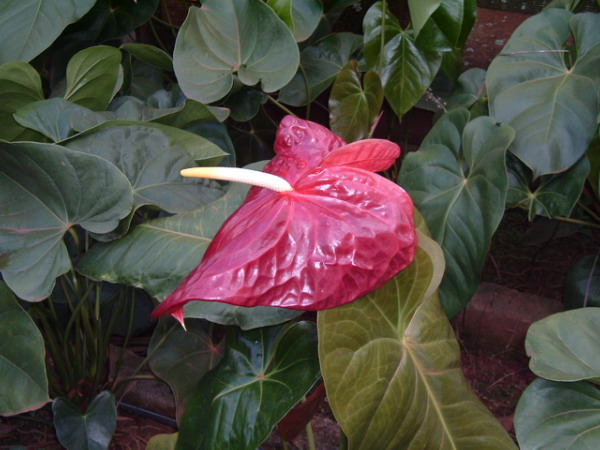
Rött hölster hos flamingoblomma.
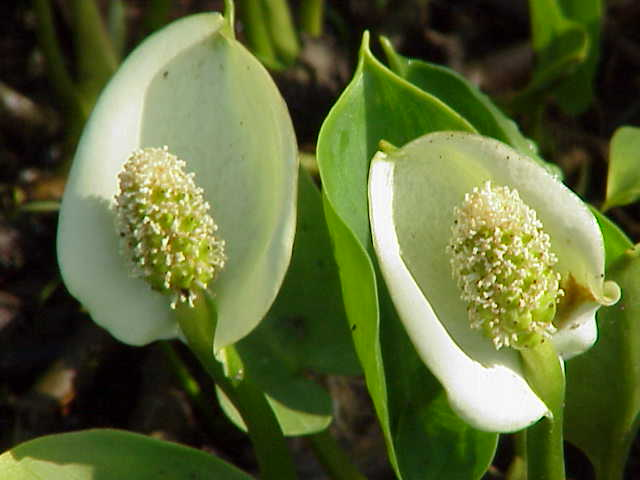
Vitt hölster hos missne.
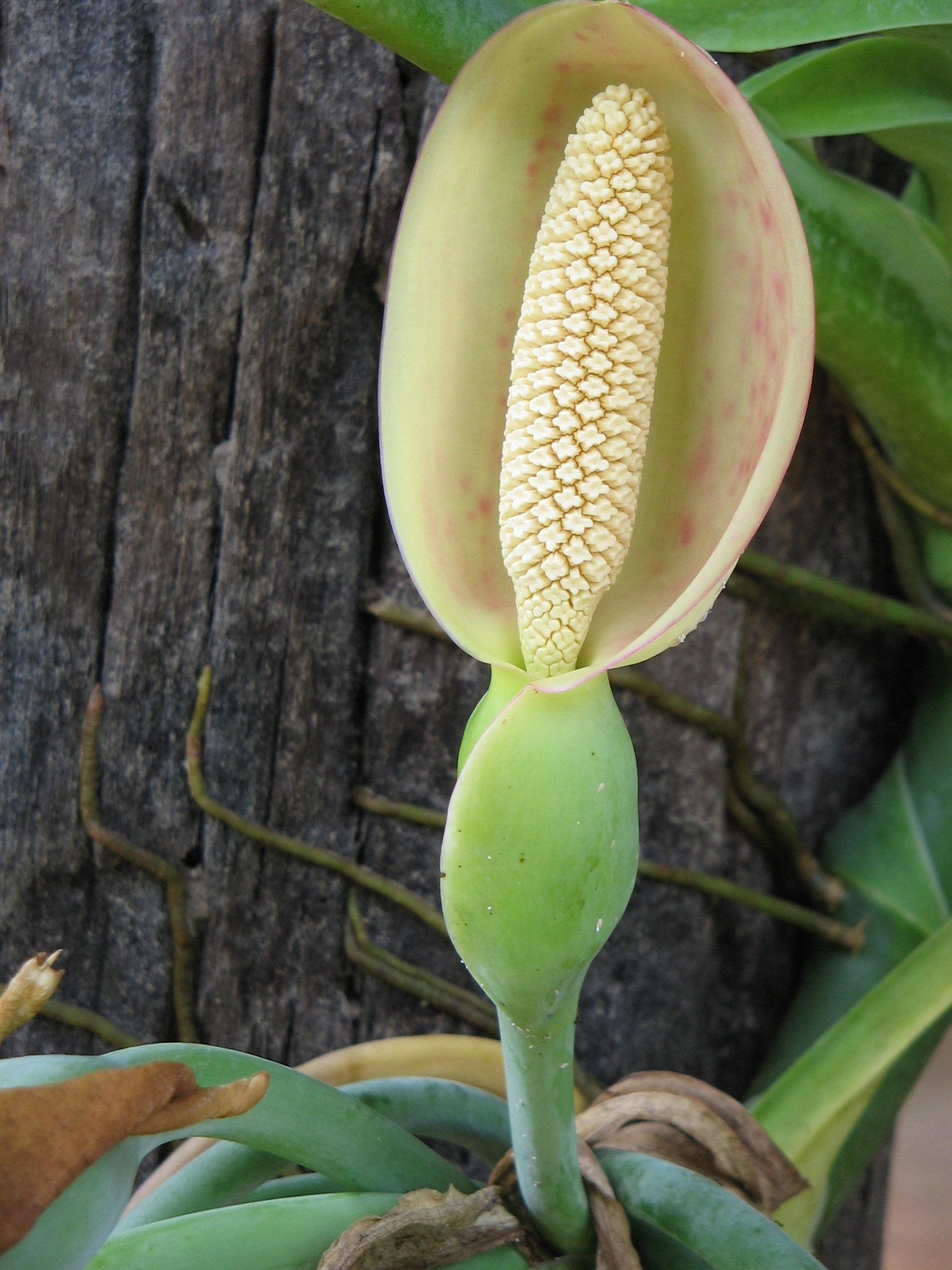
Ofärgat hölster hos Syngonium podophyllum.